# Saski Baskonia 2016-2017
Questa voce raccoglie le informazioni riguardanti il Saski Baskonia nelle competizioni ufficiali della stagione 2016-2017.

## Stagione
La stagione 2016-2017 del Saski Baskonia è la 44ª nel massimo campionato spagnolo di pallacanestro, la Liga ACB.

## Roster
Aggiornato al 14 luglio 2018.
| Baskonia Vitoria Gasteiz 2016-17 | Baskonia Vitoria Gasteiz 2016-17 |
| Giocatori                        | Staff tecnico                    |
| -------------------------------- | -------------------------------- |

| N. | Naz.                                     | Ruolo | Nome                 | Anno | Alt.   | Peso   |  |
| -- | ---------------------------------------- | ----- | -------------------- | ---- | ------ | ------ |  |
| 0  | Stati Uniti (bandiera)                   | P     | Shane Larkin         | 1992 | 182 cm | 79 kg  |  |
| 1  | Italia (bandiera)                        | C     | Andrea Bargnani      | 1985 | 213 cm | 111 kg |  |
| 1  | Stati Uniti (bandiera)                   | GA    | Ricky Ledo           | 1992 | 201 cm | 88 kg  |  |
| 2  | Nigeria (bandiera)                       | P     | Josh Akognon         | 1986 | 180 cm | 84 kg  |  |
| 5  | Stati Uniti (bandiera)                   | P     | Trevor Cooney        | 1992 | 193 cm | 88 kg  |  |
| 5  | Argentina (bandiera) · Italia (bandiera) | P     | Pablo Prigioni       | 1977 | 193 cm | 88 kg  |  |
| 7  | Germania (bandiera)                      | C     | Johannes Voigtmann   | 1992 | 211 cm | 115 kg |  |
| 8  | Ungheria (bandiera)                      | AP    | Ádám Hanga (C)       | 1989 | 201 cm | 93 kg  |  |
| 9  | Lituania (bandiera) · Spagna (bandiera)  | AP    | Tadas Sedekerskis    | 1998 | 200 cm | 96 kg  |  |
| 10 | Francia (bandiera)                       | P     | Rodrigue Beaubois    | 1988 | 190 cm | 84 kg  |  |
| 11 | Slovenia (bandiera)                      | GA    | Jaka Blažič          | 1990 | 196 cm | 96 kg  |  |
| 12 | Senegal (bandiera) · Spagna (bandiera)   | C     | Ilimane Diop         | 1995 | 211 cm | 104 kg |  |
| 14 | Francia (bandiera)                       | AG    | Kim Tillie           | 1988 | 210 cm | 104 kg |  |
| 15 | Argentina (bandiera) · Italia (bandiera) | P     | Nicolás Laprovíttola | 1990 | 190 cm | 84 kg  |  |
| 17 | Lettonia (bandiera)                      | P     | Artūrs Kurucs        | 2000 | 189 cm | 90 kg  |  |
| 23 | Georgia (bandiera) · Spagna (bandiera)   | AG    | Tornik'e Shengelia   | 1991 | 206 cm | 109 kg |  |
| 34 | Stati Uniti (bandiera)                   | AP    | Chase Budinger       | 1988 | 201 cm | 99 kg  |  |
| 55 | Brasile (bandiera) · Spagna (bandiera)   | P     | Rafael Luz           | 1992 | 188 cm | 92 kg  |  |

| Allenatore                                                                           |
| - Sito Alonso                                                                        |
| Assistente/i                                                                         |
| - David Gil - Óscar Lata Legenda - (C) Capitano - (IN) Inattivo - Infortunato Roster |

## Mercato

### Sessione estiva
| Acquisti | Acquisti           | Acquisti          | Acquisti      | Acquisti |
| R.a      | Nome               | da                | Modalità      |          |
| -------- | ------------------ | ----------------- | ------------- | -------- |
| P        | Luca Vildoza       | Quilmes M. Plata  | definitivo    |          |
| C        | Johannes Voigtmann | Skyl. Francoforte | definitivo    |          |
| P        | Josh Akognon       | Dinamo Sassari    | definitivo    |          |
| C        | Andrea Bargnani    | Free agent        | definitivo    |          |
| P        | Trevor Cooney      | Long Island Nets  | definitivo    |          |
| P        | Shane Larkin       | Brooklyn Nets     | definitivo    |          |
| AP       | Tadas Sedekerskis  | Peñas Huesca      | fine prestito |          |
| P        | Rodrigue Beaubois  | Strasburgo        | definitivo    |          |
| AG       | Rinalds Mālmanis   | Araberri          | fine prestito |          |
| P        | Rafael Luz         | Flamengo          | definitivo    |          |
| AC       | Daniel Bordignon   | Peñas Huesca      | fine prestito |          |
| PG       | Devon van Oostrum  | Arkadikos         | fine prestito |          |

| Cessioni | Cessioni           | Cessioni           | Cessioni       | Cessioni |
| R.       | Nome               | a                  | Modalità       |          |
| -------- | ------------------ | ------------------ | -------------- | -------- |
| P        | Mike James         | Panathīnaïkos      | fine contratto |          |
| P        | Luca Vildoza       | Quilmes M. Plata   | prestito       |          |
| AG       | Mamadou Diop       | Melco Ieper        | fine contratto |          |
| G        | Fabien Causeur     | Bamberger          | fine contratto |          |
| C        | Darko Planinić     | Gran Canaria       | fine contratto |          |
| C        | Iōannīs Mpourousīs | Panathīnaïkos      | fine contratto |          |
| P        | Darius Adams       | Xinjiang F. Tigers | fine contratto |          |
| AP       | Alberto Corbacho   | Obradoiro          | fine contratto |          |
| AC       | Dāvis Bertāns      | San Antonio Spurs  | rescissione    |          |
| AG       | Rinalds Mālmanis   | Valmiera           | prestito       |          |
| G        | Michael Roll       | Beşiktaş           | fine contratto |          |
| PG       | Devon van Oostrum  | Koroivos Amaliadas | fine contratto |          |

### Dopo l'inizio della stagione
| Acquisti | Acquisti             | Acquisti      | Acquisti        | Acquisti   |
| R.       | Nome                 | da            | Data            | Modalità   |
| -------- | -------------------- | ------------- | --------------- | ---------- |
| AP       | Chase Budinger       | Brooklyn Nets | 27 ottobre 2016 | definitivo |
| P        | Pablo Prigioni       | Free agent    | 5 dicembre 2016 | definitivo |
| P        | Nicolás Laprovíttola | Free agent    | 18 gennaio 2017 | definitivo |
| GA       | Ricky Ledo           | Yesilgiresun  | 14 maggio 2017  | definitivo |

| Cessioni | Cessioni         | Cessioni          | Cessioni         | Cessioni       |
| R.       | Nome             | a                 | Data             | Modalità       |
| -------- | ---------------- | ----------------- | ---------------- | -------------- |
| P        | Josh Akognon     | Lietuvos rytas    | 6 novembre 2016  | fine contratto |
| P        | Trevor Cooney    | RASTA Vechta      | 11 novembre 2016 | fine contratto |
| AC       | Daniel Bordignon | Est. Bahía Blanca | gennaio 2017     | prestito       |
| P        | Pablo Prigioni   |                   | 9 gennaio 2017   | ritirato       |
| C        | Andrea Bargnani  |                   | 26 aprile 2017   | ritirato       |